# ۶۴۵ (پیش از میلاد)
۶۴۵ (پیش از میلاد) ۶۴۵مین سال قبل از تقویم میلادی است.